# NGC 1493
NGC 1493 ist eine Balken-Spiralgalaxie vom Hubble-Typ SBc und liegt im Sternbild Eridanus am Südsternhimmel. Sie ist schätzungsweise 40 Millionen Lichtjahre von der Milchstraße entfernt und hat einen Durchmesser von etwa 45.000 Lichtjahren. Sie ist das hellste Mitglied der NGC 1493-Gruppe (LGG 106).
Das Objekt wurde am 2. September 1826 von James Dunlop entdeckt.

## NGC 1493-Gruppe (LGG 106)
| Galaxie   | Alternativname | Entfernung/Mio. Lj |
| --------- | -------------- | ------------------ |
| NGC 1483  | PGC 14022      | 44                 |
| NGC 1493  | PGC 14163      | 40                 |
| NGC 1494  | PGC 14169      | 43                 |
| IC 2000   | PGC 13912      | 37                 |
| PGC 13979 |                | 39                 |
| PGC 14125 |                | 37                 |